# Internationale Filmfestspiele von Cannes 1989
Die 42. Internationalen Filmfestspiele von Cannes 1989 fanden vom 11. Mai bis zum 23. Mai 1989 statt.

## Wettbewerb
Im Wettbewerb des diesjährigen Festivals wurden folgende Filme gezeigt:
| Filmtitel                       | Regisseur           | Produktionsland                         | Darsteller (Auswahl)                                    |
| Chimère                         | Claire Devers       | Frankreich                              | Béatrice Dalle                                          |
| Cinema Paradiso                 | Giuseppe Tornatore  | Italien, Frankreich                     | Philippe Noiret, Jacques Perrin                         |
| Die Dämonen des Dschungels      | Ruy Guerra          | Brasilien                               | Fernanda Torres                                         |
| Do the Right Thing              | Spike Lee           | USA                                     | Ossie Davis, Danny Aiello, Giancarlo Esposito           |
| Franziskus                      | Liliana Cavani      | Italien, Deutschland                    | Mickey Rourke, Helena Bonham Carter, Mario Adorf        |
| Frauen auf dem Dach             | Carl-Gustav Nykvist | Schweden                                | Amanda Ooms, Stellan Skarsgård                          |
| Jesus von Montreal              | Denys Arcand        | Kanada, Frankreich                      | Lothaire Bluteau                                        |
| Mystery Train                   | Jim Jarmusch        | USA, Japan                              | Screamin’ Jay Hawkins, Nicoletta Braschi                |
| Moon Child                      | Agustí Villaronga   | Spanien                                 |                                                         |
| Road Home                       | Hugh Hudson         | USA                                     | Donald Sutherland, Adam Horovitz                        |
| Rosalie Goes Shopping           | Percy Adlon         | USA, Deutschland                        | Marianne Sägebrecht, Brad Davis                         |
| Ein Schrei in der Dunkelheit    | Fred Schepisi       | Australien, USA                         | Meryl Streep, Sam Neill                                 |
| Schwarzer Regen                 | Shohei Imamura      | Japan                                   | Yoshiko Tanaka                                          |
| Sex, Lügen und Video*           | Steven Soderbergh   | USA                                     | James Spader, Andie McDowell, Peter Gallagher           |
| Das Spinnennetz                 | Bernhard Wicki      | Deutschland                             | Ulrich Mühe, Armin Mueller-Stahl, Klaus Maria Brandauer |
| Splendor                        | Ettore Scola        | Frankreich, Italien                     | Marcello Mastroianni, Marina Vlady                      |
| Sweetie                         | Jane Campion        | Australien                              | Genevieve Lemon                                         |
| Die Verlobung des Monsieur Hire | Patrice Leconte     | Frankreich                              | Michel Blanc, Sandrine Bonnaire                         |
| Wenn die Masken fallen          | Jerzy Skolimowski   | Großbritannien, Frankreich, Italien     | Timothy Hutton, Nastassja Kinski, Valeria Golino        |
| Der wiedergefundene Freund      | Jerry Schatzberg    | Frankreich, Deutschland, Großbritannien | Jason Robards, Christien Anholt                         |
| Die Zeit der Zigeuner           | Emir Kusturica      | Großbritannien, Italien, Jugoslawien    | Bora Todorović                                          |
| Zu schön für Dich               | Bertrand Blier      | Frankreich                              | Gérard Depardieu, Josiane Balasko, Carole Bouquet       |

* = Goldene Palme

## Internationale Jury
In diesem Jahr war Wim Wenders Jurypräsident. Er stand folgender Jury vor: Héctor Babenco, Claude Beylie, Renée Blanchar, Silvio Clementelli, Georges Delerue, Sally Field, Christine Gouze-Rénal, Peter Handke und Krzysztof Kieślowski.

## Preisträger

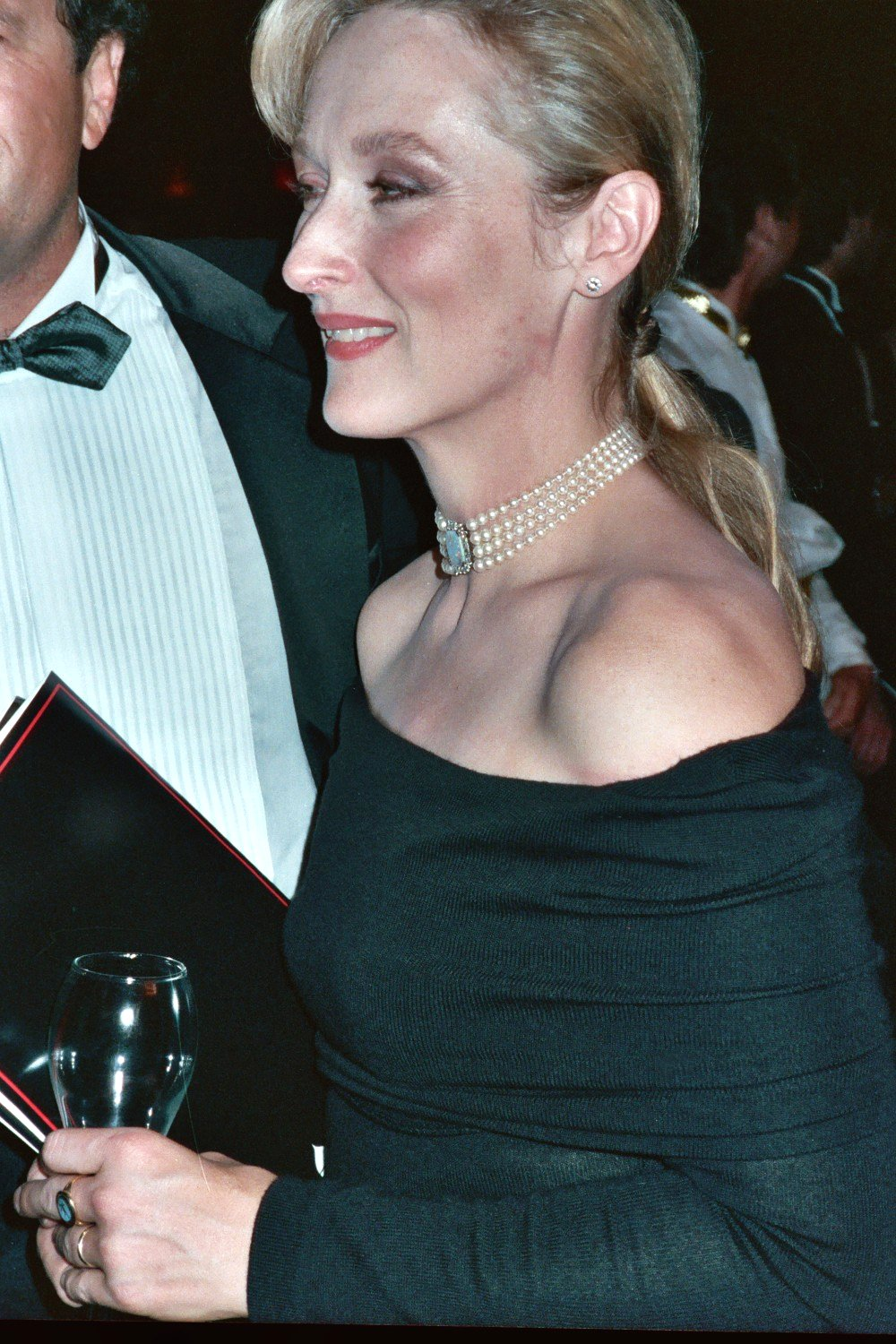
Meryl Streep

- Goldene Palme: Sex, Lügen und Video
- Großer Preis der Jury: Cinema Paradiso und Zu schön für Dich
- Sonderpreis der Jury: Jesus von Montreal
- Bester Schauspieler: James Spader in Sex, Lügen und Video
- Beste Schauspielerin: Meryl Streep in Ein Schrei in der Dunkelheit
- Bester Regisseur: Emir Kusturica für Die Zeit der Zigeuner
- Bester künstlerischer Beitrag: Mystery Train
- Technikpreis: Schwarzer Regen

## Weitere Preise
- Ehrenpreis: Gregory Peck
- FIPRESCI-Preis: Sex, Lügen und Video
- Preis der Ökumenischen Jury: Jesus von Monreal